# Cândido Gonçalves Ulhoa
Cândido Gonçalves Ulhoa foi um político brasileiro do estado de Minas Gerais. Foi deputado estadual em Minas Gerais pelo PTB de 1947 a 1951, sendo substituído pelo dep. Joaquim Moreira Júnior no período de 31/3 a 11/5/1950.
Cândido Ulhoa foi reeleito para o mandato de 1951 a 1955. Durante esta legisltatura, o deputado ficou licenciado no período de 21/8/1953 a 31/7/1954 para ocupar o cargo de Secretário de Estado da Educação, sendo substituído por Euclides Pereira Cintra.